# Moeraszakspin
De moeraszakspin (Clubiona stagnatilis) is een spinnensoort uit de familie struikzakspinnen (Clubionidae).
De vrouwtjes worden 5,5 tot 8 mm groot, de mannetjes 5 tot 6,5 mm. De spin heeft vaak een roodachtig achterlijf. Leeft in vochtige graslanden en moerassen in het Palearctisch gebied.